# Enispa
Enispa är ett släkte av kräftdjur. Enispa ingår i familjen Cymothoidae.
Kladogram enligt Catalogue of Life:
| Enispa | \| \| Enispa convexa \| \| \| \| \| \| Enispa irregularis \| \| \| \| |
|        | \| \| Enispa convexa \| \| \| \| \| \| Enispa irregularis \| \| \| \| |
|        | Enispa convexa                                                        |
|        |                                                                       |
|        | Enispa irregularis                                                    |
|        |                                                                       |

## Bildgalleri

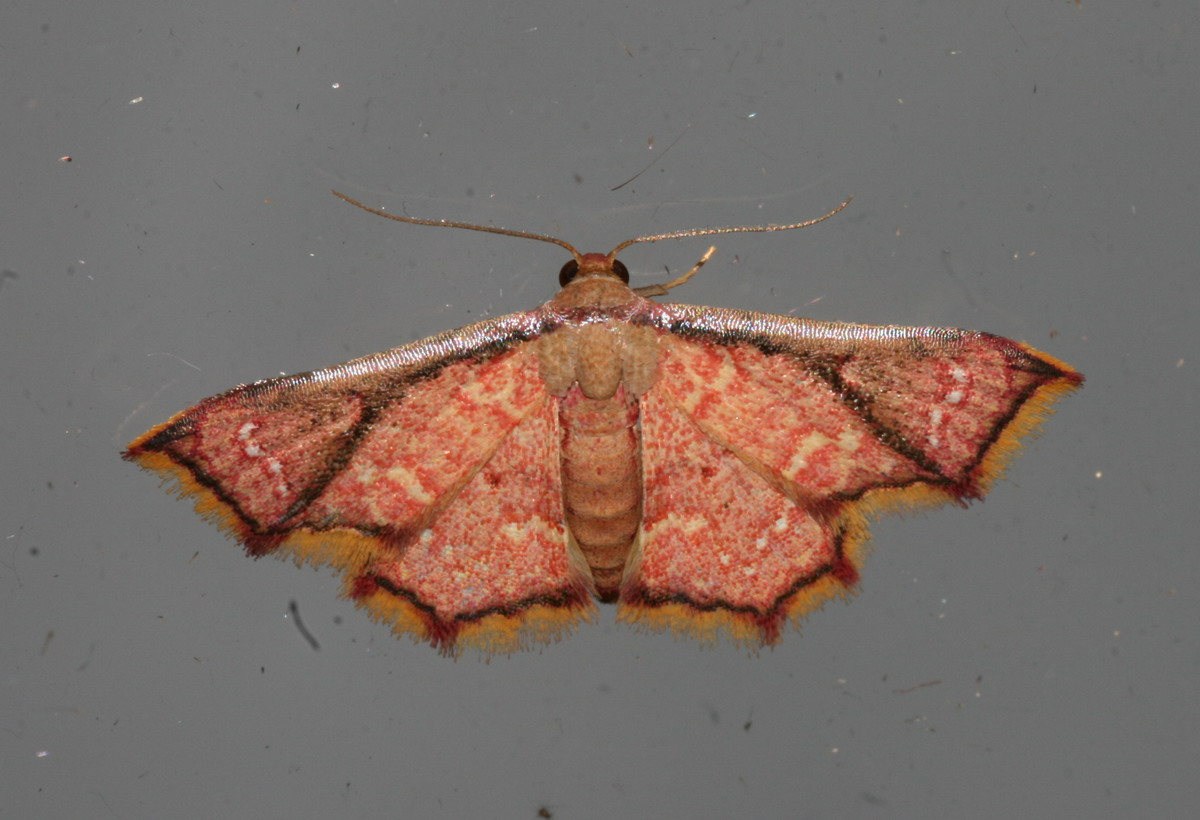